# Maizilly
Maizilly är en kommun i departementet Loire i regionen Auvergne-Rhône-Alpes i centrala Frankrike. Kommunen ligger i kantonen Charlieu som tillhör arrondissementet Roanne. År 2022 hade Maizilly 322 invånare.

## Befolkningsutveckling
Antalet invånare i kommunen Maizilly
| Referens: INSEE |